# Novi Zavoj
Novi Zavoj (izvirno srbsko Нови Завој) je naselje v Srbiji, ki upravno spada pod Občino Pirot; slednja pa je del Pirotskega upravnega okraja.

## Demografija
V naselju, katerega izvirno (srbsko-cirilično) ime je Нови Завој, živi 1159 polnoletnih prebivalcev, pri čemer je njihova povprečna starost 39,3 let (39,0 pri moških in 39,6 pri ženskah). Naselje ima 459 gospodinjstev, pri čemer je povprečno število članov na gospodinjstvo 3,18.
To naselje je, glede na rezultate popisa iz leta 2002, večinoma srbsko.
|  |

| Demografija | Demografija     | Demografija     |
| Leto        | Št. prebivalcev | Št. prebivalcev |
| ----------- | --------------- | --------------- |
|             |                 |                 |
|             |                 |                 |
|             |                 |                 |
|             |                 |                 |
| 1948        | 1693            |                 |
| 1953        | 1526            |                 |
| 1961        | 1485            |                 |
| 1971        | 180             |                 |
| 1981        | 1222            |                 |
| 1991        | 1538            | 1536            |
| 2002        | 1476            | 1458            |
|             |                 |                 |

| Etnična sestava po popisu iz leta 2002 | Etnična sestava po popisu iz leta 2002 | Etnična sestava po popisu iz leta 2002 | Etnična sestava po popisu iz leta 2002 | Etnična sestava po popisu iz leta 2002 |
| -------------------------------------- | -------------------------------------- | -------------------------------------- | -------------------------------------- | -------------------------------------- |
| Srbi                                   | Srbi                                   |                                        | 1.395                                  | 95,67%                                 |
| Romi                                   | Romi                                   |                                        | 48                                     | 3,29%                                  |
| Bolgari                                | Bolgari                                |                                        | 7                                      | 0,48%                                  |
| Makedonci                              | Makedonci                              |                                        | 3                                      | 0,20%                                  |
| Romuni                                 | Romuni                                 |                                        | 1                                      | 0,06%                                  |
| Madžari                                | Madžari                                |                                        | 1                                      | 0,06%                                  |
| Neznano                                | Neznano                                |                                        | 1                                      | 0,06%                                  |